# Franco Andrea Bonelli

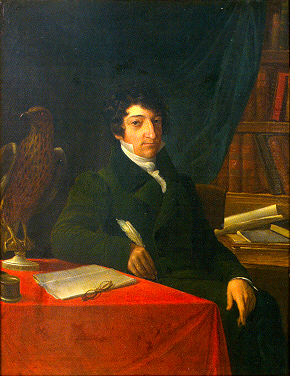
Franco Andrea Bonelli

Franco Andrea Bonelli (* 10. November 1784 in Cuneo, Piemont; † 18. November 1830 in Turin) war ein italienischer Zoologe, Ornithologe und Sammler.
Von Bonellis Werdegang ist nur wenig bekannt. Man weiß, dass er sich schon in jugendlichem Alter für die Fauna seiner Umgebung interessierte, Tiere jagte, präparierte und sammelte und seine Beobachtungen auch aufschrieb. Der an Rachitis erkrankte Bonelli war nur 1,37 m groß. 
1807 wurde er zum Mitglied der Reale Società Agraria di Torino (Königliche Landwirtschaftliche Gesellschaft von Turin) und referierte dort über die Käfer Piemonts. Durch die hohe Qualität seiner Ausführungen wurden die Naturforscher seiner Zeit auf ihn aufmerksam.
Im April 1810 wurde Georges Cuvier von der napoleonischen französischen Regierung nach Turin gesandt, um die dortige Universität zu reformieren und mit der von Napoleon gegründeten kaiserlichen Universität zu vereinigen. Cuvier lernte Bonelli kennen, war von diesem beeindruckt und ermutigte ihn, seine Ausbildung abzuschließen. Bonelli besuchte daraufhin ab 1810 Kurse am französischen Nationalmuseum für Naturgeschichte (Muséum national d'histoire naturelle) in Paris.  
1811 wurde Bonelli schließlich zum Professor für Zoologie an der neuen Universität Turin ernannt und Direktor des zoologischen Museums der Universität als Nachfolger von Michele Spirito Giorna. Während seiner Zeit am Museum legte er eine der größten ornithologischen Sammlungen Europas an.
1811 schrieb Bonelli einen Katalog der Vögel Piemonts, in dem er 262 Arten beschreibt. 1815 entdeckte er den Berglaubsänger (Phylloscopus bonelli, erstmals 1819 von Louis Pierre Vieillot beschrieben) und den Habichtsadler (Hieraaetus fasciatus, erstmals 1822 ebenfalls von Vieillot beschrieben). Der Habichtsadler wurde im Französischen und Englischen als Aigle de Bonelli bzw. Bonelli's Eagle bekannt.
Nachfolger Bonellis am Turiner Museum wurde Carlo Giuseppe Gené (1800–1847).

## Werke
- Catalogue des Oiseaux du Piémont. N/A, N/A 1811 (archive.org).